# نموذج ميلن
نموذج ميلن هو نموذج علمي في علم الكون الفيزيائي وفقًا لنظرية النسبية الخاصة اقترحه إدوارد آرثر ميلن سنة 1935 م، وهو يُعد حالة رياضياتية خاصة لإحداثيات روبرتسون-ووكر افتُرض فيه أن كثافة الطاقة صفرية (بمعنى آخر، أن الكون فارغ)، وتخضع للمبدأ الكوني. يُشبه نموذج ميلن أيضًا فضاء ريندلر، الذي هو إعادة تمثيل وسيطي مُسطّح بسيط لفضاء مينكوفسكي.